# Santos Montoya Torres

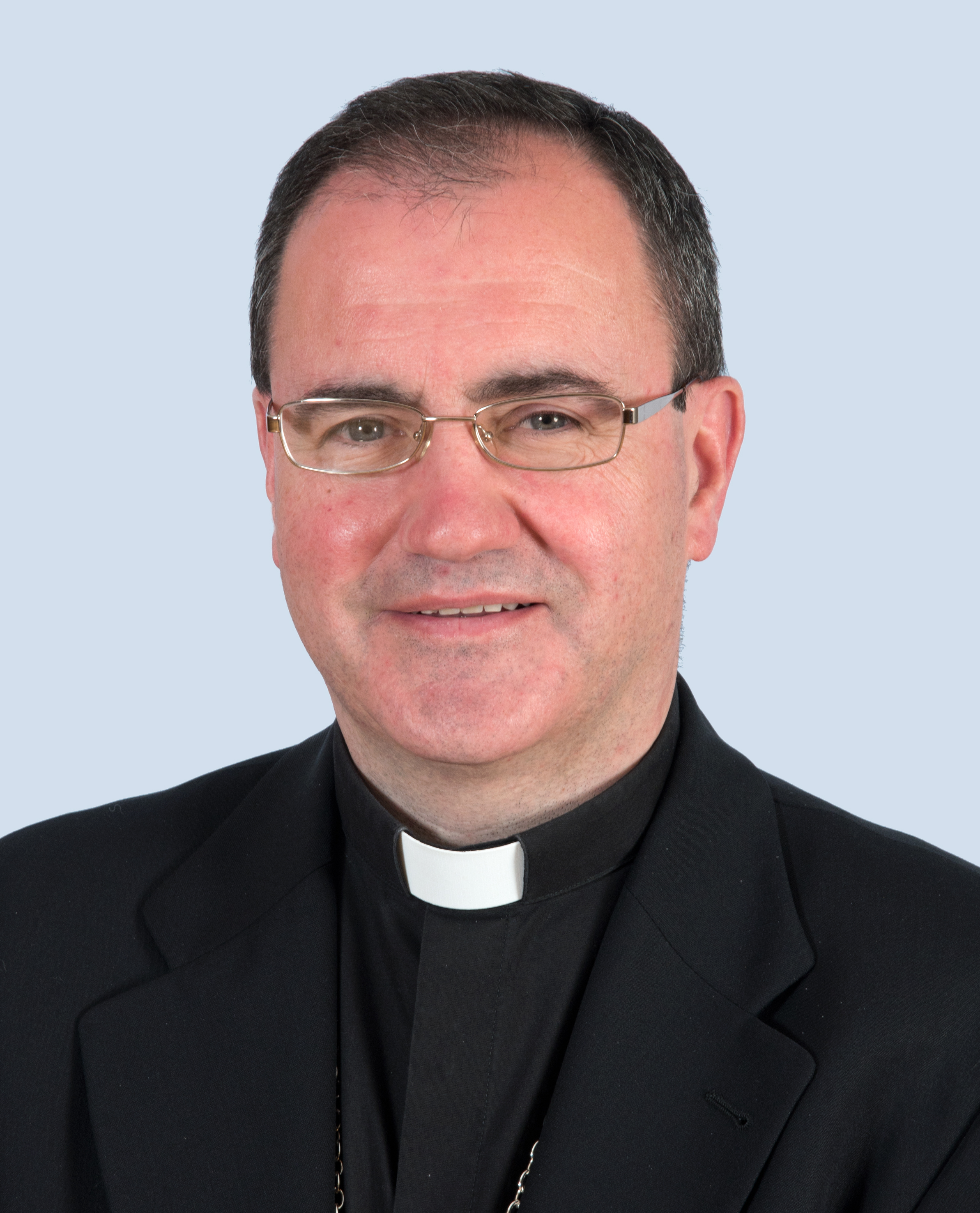
Santos Montoya Torres

Wappen von Santos Montoya Torres als Weihbischof in Madrid

Santos Montoya Torres (* 22. Juni 1966 in La Solana, Kastilien-La Mancha) ist ein spanischer Geistlicher und römisch-katholischer Bischof von Calahorra y La Calzada-Logroño.

## Leben
Santos Montoya Torres erwarb 1993 an der Autonomen Universität Madrid ein Lizenziat im Fach Chemie. Er empfing am 18. Juni 2000 das Sakrament der Priesterweihe.
Von 2001 bis 2002 war Montoya Torres Vizedirektor des Kleinen Seminars in Madrid und von 2002 bis 2012 dessen Direktor. Daneben war er von 2006 bis 2008 in der Pfarrei Purísimo Corazón seelsorgerisch tätig. 2012 erwarb Santos Montoya Torres an der Dámaso Universität in Madrid ein Lizenziat im Fach Katholische Theologie. Anschließend wurde er Pfarrer der Pfarrei Beata María Ana de Jesús. Zudem war Montoya Torres seit 2015 Erzpriester sowie Mitglied des Priesterrates und des Konsultorenkollegiums des Erzbistums Madrid.
Am 29. Dezember 2017 ernannte ihn Papst Franziskus zum Titularbischof von Horta und zum Weihbischof in Madrid. Die Bischofsweihe spendete ihm am 17. Februar 2018 in der Kathedrale Santa María la Real de La Almudena der Erzbischof von Madrid, Carlos Kardinal Osoro Sierra; Mitkonsekratoren waren der emeritierte Erzbischof von Madrid, Antonio María Kardinal Rouco Varela, und Erzbischof Renzo Fratini, Apostolischer Nuntius in Spanien.
Papst Franziskus bestellte ihn am 12. Januar 2022 zum Bischof von Calahorra y La Calzada-Logroño. Die Amtseinführung erfolgte am 5. März desselben Jahres.